# Keratophyr

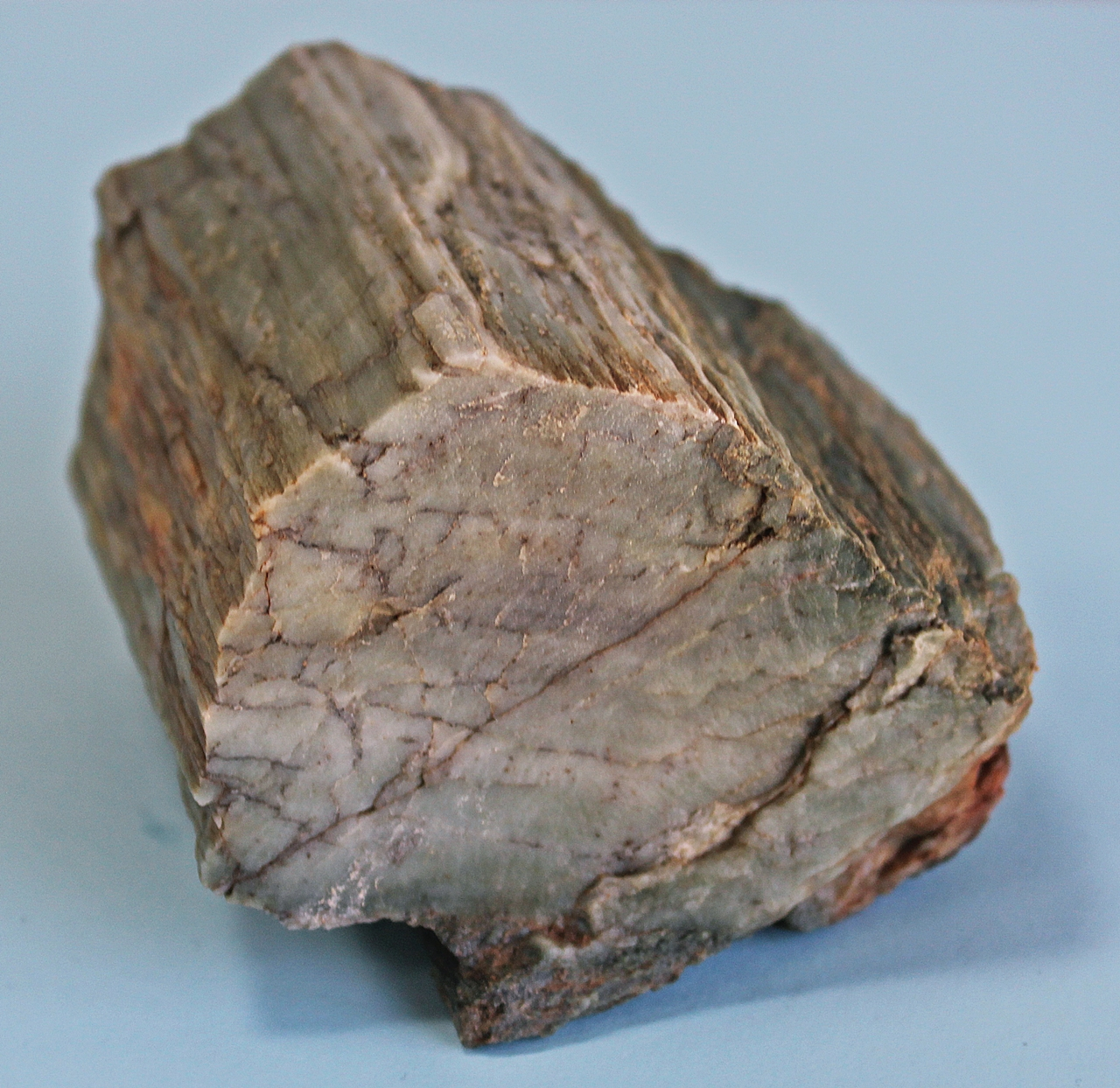
Keratorphyr aus der neoproterozoischen Hatat-Formation, Oman

Keratophyr ist ein magmatisches Gestein aus der Gruppe der Vulkanite, dessen ursprünglicher Mineralbestand durch eine metamorphe Überprägung verändert wurde. Das Gestein weist eine helle, meist grünlich-graue oder rötliche Farbe auf und weist ein dichtes, hornsteinartiges Gefüge auf. Der Name wurde 1874 von Wilhelm von Gümbel aus den griechischen Worten keras (κέρας, Horn) und phyro (φύρο, vermengen) zusammengesetzt.

## Zusammensetzung
Hauptbestandteile sind Alkalifeldspate (Albit und Orthoklas, oft zonar verwachsen) und Quarz. Die Alkalifeldspate bilden oft grobkörnige Einsprenglinge in einer feinen Grundmasse. Der Gehalt an dunklen Bestandteilen ist generell gering; ursprünglich enthaltene Minerale der Pyroxengruppe oder Amphibole wurden bei der Metamorphose in Stilpnomelan und Chlorit umgewandelt. Selten können Ägirin oder Riebeckit vorhanden sein. In der feinkörnigen Grundmasse können außerdem Magnetit, Pyrit oder Hämatit auftreten, wobei der Hämatit das Gestein rötlich färbt. 
Im deutschsprachigen Raum wurden Keratophyre als metamorph veränderte Trachyte, meist in gemeinsamen Auftreten mit Spiliten definiert. International wird als Keratophyr ein helles, metamorph verändertes Vulkan- oder Ganggestein von trachytischer bis dacitischer Zusammensetzung verstanden.

## Bildung und Vorkommen
Das Gestein kommt weltweit in paläozoischen und mesozoischen Gebirgen in schwach metamorph überprägten Bereichen vor, die ehemals Ozeanböden waren. Hierbei repräsentieren Keratophyre saure Vulkanite und die mit ihnen vergesellschafteten Spilite ehemalige Basalte. In Deutschland sind die devonischen Vorkommen im Lahn-Dill-Gebiet bekannt, hier existiert auch eine Variante, die äußerlich eher einem Diabas gleicht und als Weilburgit bezeichnet wird. Quarzreiche Varianten werden Quarzkeratorphyr genannt.